# Железнодорожная ветка Кривандино — Рязановка
Кривандино — Рязановка — тупиковая железнодорожная линия Московской железной дороги, являющаяся ответвлением от главного хода Казанского направления МЖД. Линия располагается на территории городского округа Шатура и муниципального округа Егорьевск Московской области.

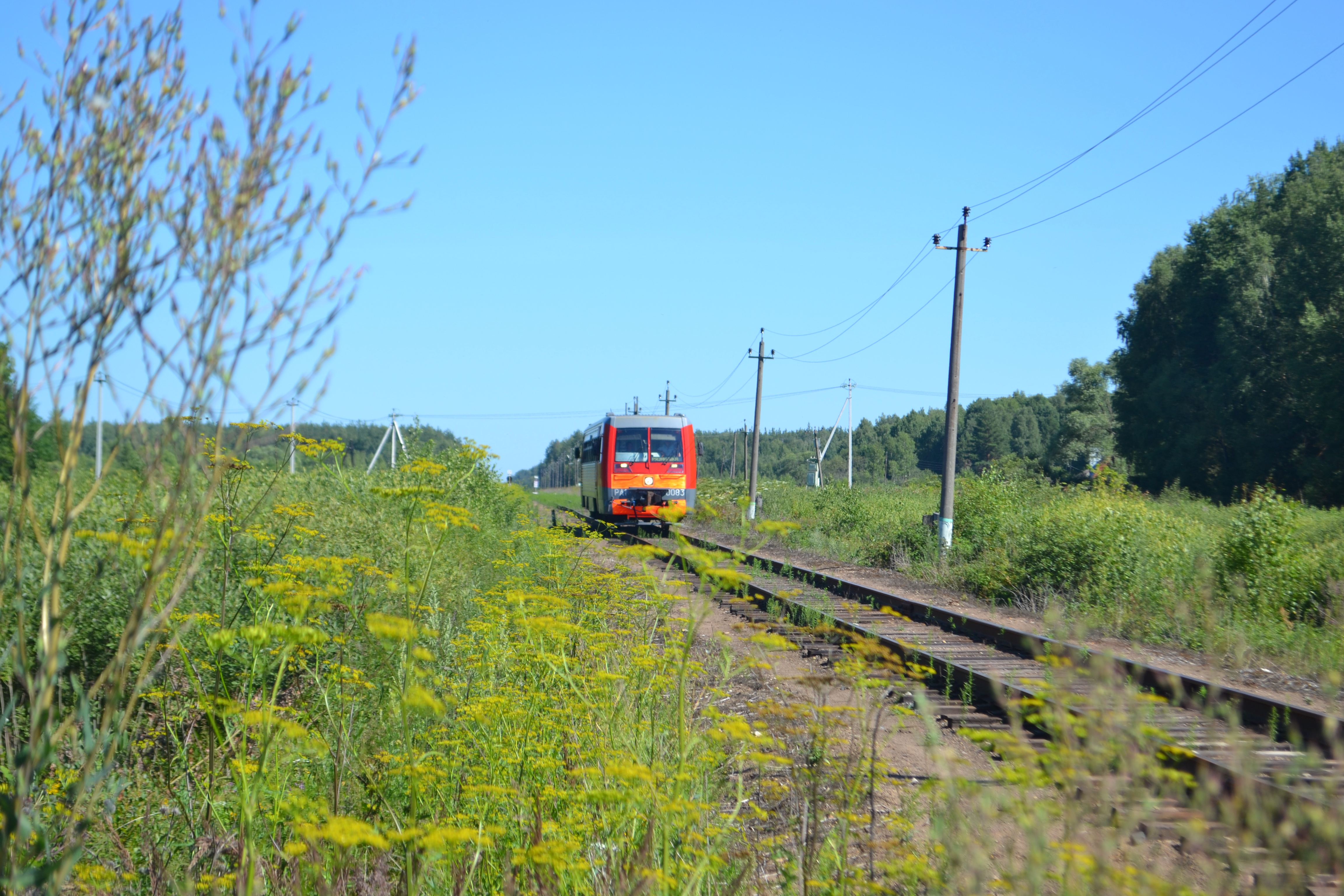
Железнодорожная ветка Кривандино-Рязановка близ села Середниково

Протяжённость линии — 53 километра. Линия на всём протяжении однопутная, неэлектрифицированная. После ответвления от Кривандино представляет собой единственный перегон Кривандино — Рязановка и тупиковую станцию Рязановка. От Кривандино около километра параллельно идёт линия на склады, не пересекающаяся вне границ станции с основной.

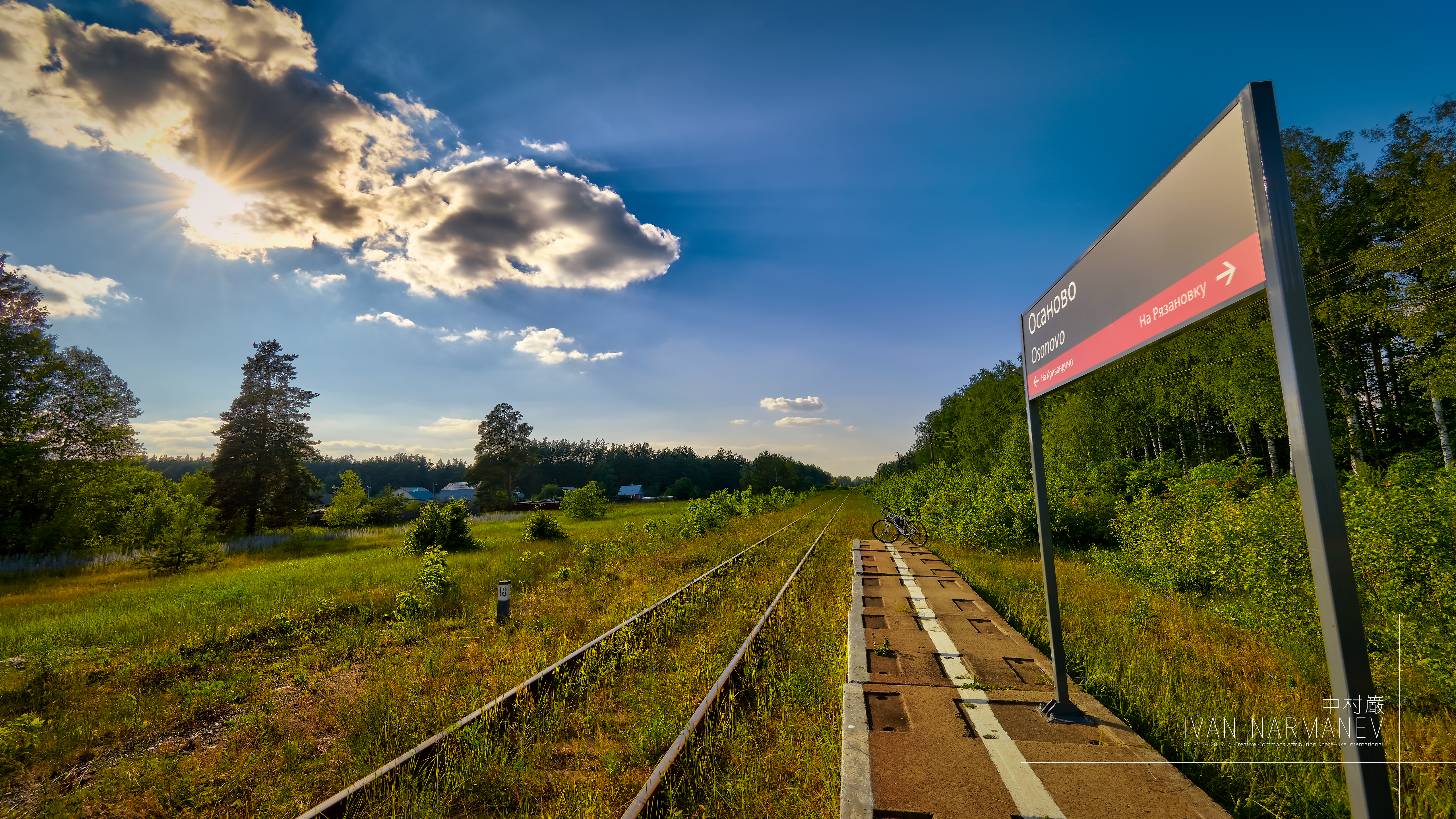
Остановочный пункт Осаново. Платформа на месте, где ранее был один из путей станции.

## История
Линия Кривандино — Рязановка была сдана в постоянную эксплуатацию в составе НКПС в 1944 году (согласно справочнику «Железнодорожные станции СССР», изданному в 1981 году).
Сама же станция Кривандино основана в 1912 году.
В первые несколько лет работы линии её протяжённость была примерно на 5 км больше, чем сейчас — действовал
участок от станции Рязановка до села Радовицы. Участок Рязановка — Радовицы не позднее 1952 года был заменён узкоколейной железной дорогой.
В 1976 году была открыта тупиковая ответвляющаяся линия Сазоново — Пилево — в Рязанскую область. Пассажирского движения на ней не было.
Основным грузом на линии Кривандино — Рязановка с момента её открытия и до 2009 года был торф.
Массовая погрузка торфа велась на станциях Рязановка и Пилево. От станции Сороковой Бор участка Сазоново — Пилево начинался подъездной путь на деревообрабатывающий комбинат в посёлке Радовицкий Мох (теперь разобран).
Линия Сазоново — Пилево с 2009 года не используется и полностью разобрана. Сняты рельсы около бывшей узловой станции Сазоново.
До перехода на безотделенческую работу РЖД, линия относилась к Московско-Рязанскому отделению МЖД. Ныне это линия Московско-Курского региона МЖД.

## Раздельные и остановочные пункты
На линии одна действующая станция — Рязановка (кроме станции Кривандино), все остальные станции закрыты, остались остановочные пункты. Турникетами станции и платформы не оборудованы. Обе станции входят в Московско-Горьковский центр организации работы железнодорожных станций ДЦС-8 Московской дирекции управления движением.
На линии работает только один маршрут пригородного поезда (рельсового автобуса РА1) — Кривандино — Рязановка. Частота движения — три пары в сутки, со всеми остановками.

### Кривандино
Узловая станция Казанского направления, от которой отходит линия.

### Осаново
Остановочный пункт с одной низкой боковой платформой, деревянным станционным зданием и настилом через пути. Расположен рядом с посёлками станции Осаново и Осаново-Дубовое. Бывшая промежуточная станция 5 класса. Закрыта в 2004 году, официально в 2011 году.

### 15 километр
Платформа. Не указана в документах (Тарифное руководство № 4), но существует, и поезд останавливается.
Находится на окраине деревни Сидоровская. В летнее время поезд останавливается регулярно. На некоторых картах есть.

### Пожога
Бывшая станция, ранее была конечной для ряда пригородных поездов. Ныне остановочный пункт, состоящий из одной боковой платформы. Расположена рядом с одноимённой деревней.

### 29 километр
Платформа. Расположена рядом с деревней Малеиха.

### Бармино
Бывшая промежуточная станция 5 класса. Состоит из двух низких платформ (боковой и островной) и станционного здания. Расположена рядом с деревнями Бармино и Середниково. Закрыта в 2009 году. Интересный факт: на приборе в кабине машиниста отображается как «Станция Бормино».

### Сазоново

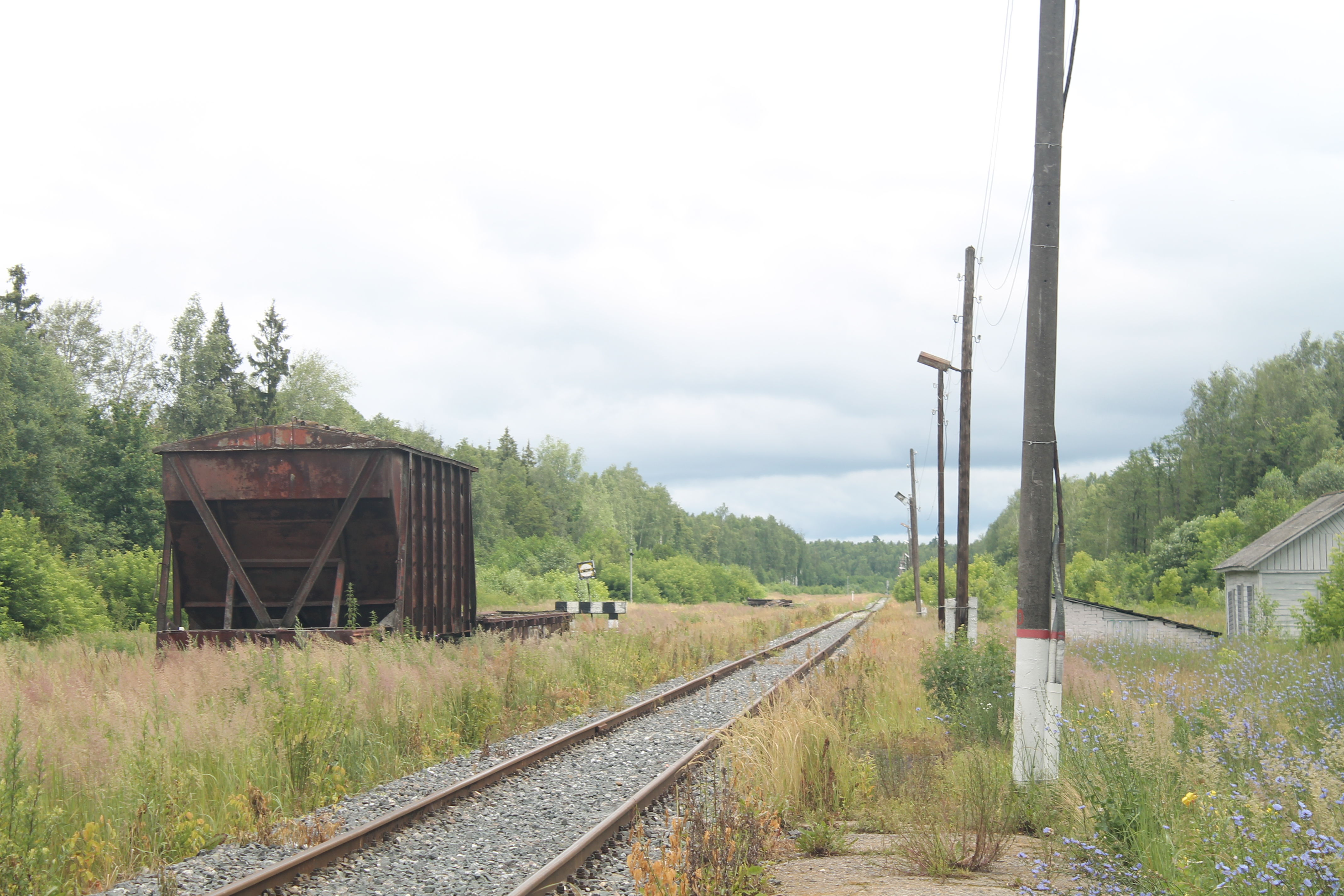
Вид на «мертвый» поезд и северную горловину станции Рязановка

Бывшая узловая промежуточная станция 5 класса. Состоит из станционного здания и одной низкой островной платформы. Расположена рядом с одноимённой деревней. От пункта идёт законсервированное ответвление на восток на Пилево (в Рязанскую область). Рельсовое полотно ответвления демонтировано. Закрыта в 2009 году, все стрелки демонтированы, официально в 2013 году с изменением кода ЕСР с 232605 на 232520.

### 47 километр
Ни населённых пунктов, ни дачных участков поблизости нет. Неподалёку от платформы заброшенное поселение, заброшенное кладбище и воинская часть.

### Рязановка
Конечная станция, промежуточная 4 класса (ранее была 3 класса). Состоит из станционного здания и боковой платформы. Имеются 4 пути, за станцией — после отметки «Станции граница» — остатки торфоперегруза. На станции — «мёртвый» поезд (приржавел к полотну в тупике). Расположена рядом с посёлком Рязановский. Ранее также была станция Радовицы пятью километрами южнее, потом конечная была перенесена на нынешнее место, линия укорочена.